# Östra Stan (tidning)
Östra Stan var en lokaltidning i Göteborg som kom ut 20 september 1962 till 16 december 1970  Föregångare till tidningen var Göteborgsbladet på östra stan. Tidningen går upp i Västkusttidningen enligt uppgift i Västkusttidningen 1971-01-20. Det startdatum som angivits här är osäkert. I tidningen finns inget datum angivet enligt Kungliga Biblioteket. Tidningens fullständiga titel varierade mycket och Östra Stan är enda gemensamma nämnaren i titlarna.

## Redaktion
Tidningen gavs ut en gång i veckan torsdagar och den politisk tendens var opolitisk. Redaktionsort  var hela tiden Göteborg. Tidningen var edition till Västkusttidningen, 1962 till 25 mars 1964 var Sven Danvik ansvarig utgivare och redaktör. Han efterträddes på båda posterna av Jon-Evert Lisshammar som satt kvar till tidningens avveckling.

## Tryckning
Förlaget för tidningen hette Västkusttidningar aktiebolag i Göteborg 1962-12-01--1970-12-16. Tidningen hade ett symboliskt pris av 5 kronor 1963-1964, 10 kronor 1965-1969 och 15 kr 1970. Tidningen trycktes på stor satsyta till april sedan 1967 i tabloidformat. Moderna typsnitt och barasvart till 1968, sedan svart + 1 färg. Tidningen hade 6-12 sidor. Upplagan var 19000 1964 och 1968 10 000.
Tryckeri var Svenska förlagstryckeriet i Lund till 8 december 1962. Från 15 december 1962 till 25 mars 1964 Tryckeriaktiebolaget framåt i Göteborg. 9 april 1964 tog Aftonbladets tryckeri i Göteborg över till 14 januari 1970 då Stockholms tidnings AB i Göteborg blir tidningens siste tryckare.